# Michael Csaszkóczy
Michael Csaszkóczy (* 6. Mai 1970 in Heidelberg) ist ein deutscher Lehrer und Antifa-Aktivist. Bekannt wurde er durch die letztlich erfolglosen Versuche der Behörden von Baden-Württemberg und Hessen, ihm wegen Zweifel an seiner Verfassungstreue die Anstellung als Lehrer zu verweigern.

## Schule und Studium
Nach dem Abitur 1989 in Heidelberg nahm Csaszkóczy zunächst ein Universitätsstudium auf, bis er zum Sommersemester 1996 an die Pädagogische Hochschule Heidelberg wechselte, um dort für das Lehramt an Realschulen im Fach Geschichte mit den Nebenfächern Deutsch und Kunst zu studieren. Das Erste Staatsexamen bestand er im Jahr 2000 mit der Note 1,5, das Zweite im Jahre 2002 mit der Note 2,0.

## Rechtsstreit um die Einstellung in den staatlichen Schuldienst
Csaszkóczy ist Mitglied im Bundesvorstand der Roten Hilfe e. V. Als einer der Wortführer der lokalen Autonomen-Szene wurde er zehn Jahre lang vom Verfassungsschutz beobachtet. Insbesondere zwei Sätze aus einem Grundsatzpapier seiner Antifa-Initiative wurden ihm angelastet. Dort heißt es: „Militanz, die sich durch angemessene Zielgerichtetheit, permanente Selbstreflexion, konsequente Abwägung und hohes Verantwortungsbewusstsein der Agierenden auszeichnet, betrachten wir als legitimes Mittel im Kampf um Befreiung.“ Und: An „den herrschenden Unterdrückungsverhältnissen“ werde sich auf parlamentarischen Weg „nichts Grundlegendes ändern“. Von 2004 bis 2007 hatte er wegen staatlicher Zweifel an seiner Verfassungstreue als Lehrer Berufsverbot. 2007 wurde dieses Berufsverbot letztinstanzlich für grundrechtswidrig erklärt.

### Verwaltungsentscheidungen
Mit Entscheidung vom 26. August 2004 verweigerte das baden-württembergische Oberschulamt Karlsruhe Csaszkóczy die Anstellung als Lehrer im baden-württembergischen Staatsdienst, da er sich in der Antifaschistischen Initiative Heidelberg (AIHD) engagierte, welche vom Verfassungsschutz als linksextremistisch eingestuft wird. Darüber hinaus weigerte sich Csaszkóczy, sich von Texten der Gruppe zu distanzieren, innerhalb welcher „Militanz“ als legitimes Mittel im Kampf um Befreiung bezeichnet wird. Die Begründung des baden-württembergischen Kultusministeriums war, dass er „nicht Gewähr dafür bietet, jederzeit voll einzutreten für die freiheitliche demokratische Grundordnung“.
Das hessische Schulamt Bergstraße lehnte am 2. September 2005 gleichfalls die Einstellung Csaszkóczys wegen Zweifeln an dessen Verfassungstreue ab.

### Verwaltungsgerichtliche Urteile
Das Verwaltungsgericht Karlsruhe bestätigte am 10. März 2006 die Entscheidung des Oberschulamtes in Karlsruhe, Csaszkóczy nicht einzustellen, und ließ eine Berufung gegen dieses Urteil zunächst nicht zu.
Der baden-württembergische Verwaltungsgerichtshof (VGH) ließ jedoch am 4. August 2006 Csaszkóczys Berufung zu, „da [der] Erfolg des Berufungsverfahrens offen sei und deshalb ernstliche Zweifel an der Richtigkeit des Urteils bestünden.“ In der Hauptverhandlung folgte der VGH dann auch nicht der Vorinstanz und änderte deren Urteil auf die Berufung des Klägers hin. Dabei war für den VGH maßgeblich, dass die Behörde bei ihrer ungünstigen Prognose wesentliche Beurteilungselemente – wie das Verhalten des Klägers im bereits absolvierten Vorbereitungsdienst – nicht hinreichend berücksichtigt habe und den Anforderungen an eine sorgfältige und vollständige Würdigung des Sachverhalts und der Person des Klägers nicht gerecht geworden sei. Auch die Csaszkóczy vorgehaltene „Sündenliste“ mit zahlreichen Einzelvorfällen war nicht geeignet, die Annahme mangelnder Verfassungstreue zu rechtfertigen.
Das Verwaltungsgericht Darmstadt hob den Ablehnungsbescheid des Schulamtes Bergstraße ebenfalls auf und verpflichtete das Land Hessen über die Einstellung unter Beachtung der Rechtsauffassung des Gerichts neu zu entscheiden. Zur Begründung führte das Gericht in der mündlichen Urteilsbegründung aus, dass die angegriffenen Bescheide auf einer unzureichenden Entscheidungsgrundlage beruhten. Es bedürfe hinsichtlich der geltend gemachten Zweifel an der Verfassungstreue des Klägers einer auf dessen Person bezogenen Einzelfallprüfung, die in dieser Form nicht stattgefunden habe. Im Rahmen der Neubescheidung des Klägers sei das Land Hessen gehindert auf diejenigen Gründe zurückzugreifen, die tragend für die streitgegenständlichen Bescheide gewesen sind. Im Rahmen der zu treffenden Entscheidung seien auch die grundrechtlich verbürgten Rechtspositionen des Klägers auf gleichen Zugang zu öffentlichen Ämtern nach Maßgabe von Leistung, Eignung und Befähigung nach Art. 33 Abs. 2 GG und dem in Art. 33 Abs. 3 Satz 2 GG enthaltenen Benachteiligungsverbot in Bezug auf die Zugehörigkeit oder Nichtzugehörigkeit zu einem Bekenntnis oder einer Weltanschauung in die Abwägung einzubeziehen.

### Einstellung und Schadensersatz
Aufgrund der VGH-Gerichtsentscheidung bot das Kultusministerium in Baden-Württemberg Csaszkóczy zu Beginn des Schuljahres 2007/08 eine Lehrerstelle an der Realschule in Eberbach an. Dort unterrichtet er seit Mitte September 2007. Im April 2009 verurteilte das Landgericht Karlsruhe das Land Baden-Württemberg zur Zahlung von 33.000 Euro Schadensersatz.

## Rechtswidrige Überwachung durch einen verdeckten Ermittler des LKA Baden-Württemberg
Csaszkóczy (und zahlreiche Heidelberger Studenten) wurde in der Zeit von – mindestens – April 2010 bis zum 12. Dezember 2010 durch einen verdeckten Ermittler des LKA Baden-Württemberg rechtswidrig überwacht.

## Verurteilung wegen Hausfriedensbruch
Im September 2018 wurde Michael Csaszkóczy durch das Amtsgericht Heidelberg wegen Hausfriedensbruch zu einer Geldstrafe von 20 Tagessätzen à 80 Euro verurteilt. Dem Gericht zufolge hatte er bei einer AfD-Veranstaltung in der örtlichen Stadtbücherei ein ihm durch den Landtagsabgeordneten Rüdiger Klos ausgesprochenes Hausverbot ignoriert und musste daraufhin von fünf Polizisten aus dem Saal getragen werden. Csaszkóczy erklärte hierzu, dass seine Teilnahme an der Veranstaltung durch die Versammlungsfreiheit aus Artikel 8 Grundgesetz geschützt gewesen sei und kündigte Berufung gegen das Urteil an. Unter anderem wurde auch kritisiert, dass die Besetzungsrüge gegen die Richterin, welche die Schwiegertochter des AfD-Mitbegründers Albrecht Glaser war, abgelehnt wurde. Das Berufungsverfahren vor dem Landgericht fand jedoch nicht statt. Das Verfahren wurde gegen Zahlung einer Geldauflage von 600 € eingestellt.